# Chaudun
Chaudun település Franciaországban, Aisne megyében. Lakosainak száma 244 fő (2022. január 1.). Chaudun Dommiers, Longpont, Missy-aux-Bois, Ploisy, Saint-Pierre-Aigle, Vierzy és Bernoy-le-Château községekkel határos.

## Népesség
A település népességének változása:
| Lakosok száma | 234  | 257  | 287  | 265  | 252  | 248  | 249  | 252  | 251  | 244  |
|               | 1968 | 1982 | 1990 | 2006 | 2013 | 2015 | 2017 | 2019 | 2020 | 2022 |